# Хипотетичан
Хипотетичан је однос који је само услован или погодбен. У логици, хипотетичан суд је онај у којем се субјекту придаје предикат, али само уз одређен услов. У психологији и социјалном раду, многи закључци и предвиђања су исказани на хипотетичан начин.